# Skulpturenboulevard Birkenwerder
Der Skulpturenboulevard Birkenwerder ist ein Skulpturenweg im Landkreis Oberhavel in Brandenburg, der Birkenwerder und Hohen Neuendorf verbindet.

## Geschichte
2009 sollte die Birkenwerder und die Nachbargemeinde Hohen Neuendorf verbindende Birkenwerderstraße ausgebaut werden. Eine Nachbarschaftsinitiative hielt den Ausbau für überdimensioniert und unterbreitete stattdessen den Vorschlag, die Straße nur schmal auszubauen, verkehrszuberuhigen und als Skulpturenboulevard zu gestalten. 2016 wurde diese Idee wieder aufgegriffen und mit den Bauarbeiten begonnen. Die Eröffnung erfolgte am 7. Oktober 2017 mit zunächst zwölf zeitgenössischen Skulpturen. 2018 fand das erste Kunstfest statt. Auf den – abgesehen von der Coronapause – seitdem jährlich stattfindenden Kunstfesten werden neue Skulpturen eingeweiht. 2018 erhielt der Verein die Genehmigung, eine an der Straße befindliche Stützmauer als Streetart Gallery zu nutzen.

## Träger
Träger des Skulpturenboulevards sind die Stadt Birkenwerder und die Gemeinde Hohen Neuendorf. Der aus der Nachbarschaftsinitiative hervorgegangene Verein Skulpturen Boulevard e. V. berät die Kommunen bei der Auswahl der Kunstwerke und übernimmt die Dokumentation, die Herausgabe von Printprodukten und die Öffentlichkeitsarbeit.

## Kunstwerke

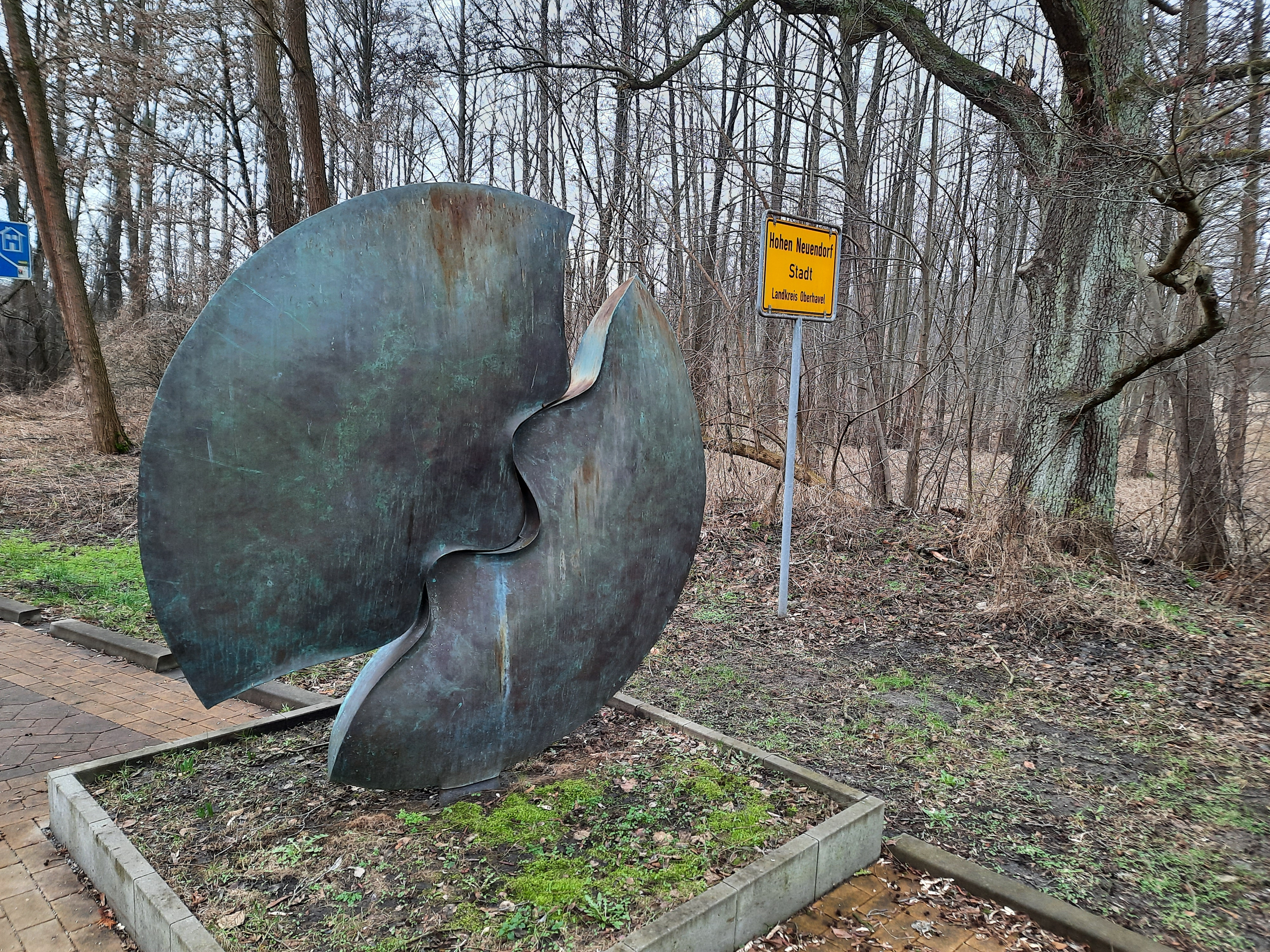
Achim Kühn: Mondkuss

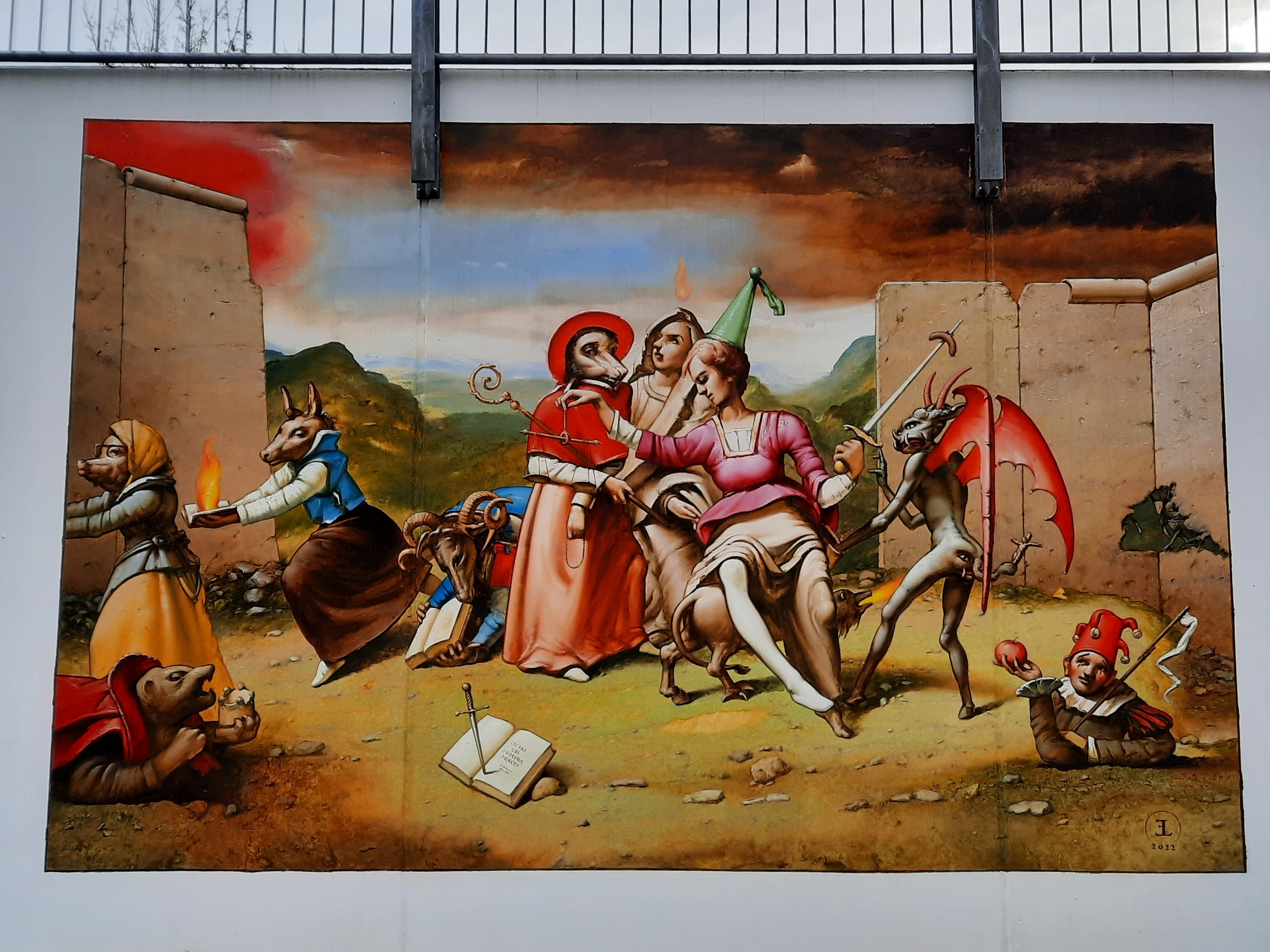
Eberhard Lenk: Offene Gesellschaft

2023 sind auf dem Boulevard fünf dauerhaft und zehn temporär ausgestellte Werke zu sehen. Hinzu kommen zwei Skulpturen von Jugendzentren. Außerdem sind auf dem Rathausplatz Birkenwerder sowie im Bürgerzentrum Hohen Neuendorf je eine „Gastskulptur“ ausgestellt, mit denen die öffentliche Trägerschaft des Projektes gewürdigt werden soll.
Die dauerhaft ausgestellten Kunstwerke sind:
- Achim Kühn: Neun Fähnchen im Wind, 2011
- Achim Kühn: Mondkuss, 1999
- Stefan Seitz: Emilio, 2010
- Adriana Rupp: Reise ins Innere, 2011
- Christine Gersch und Igor Jerschow: Maskenbank, 2019

Die Wandbilder der Streetart Gallery stammen von Urs Jaeggi (einer und andere, 2020), Zaine Brockmeyer-Barbosa (Poetisches Weltbild I-21, 2021), Alexander Dik (Elements of yellow, 2021) und Eberhard Lenk (Offene Gesellschaft, 2022).
In der Nacht zum 26. September 2021 wurde (von bisher nicht gefassten Tätern [Stand Mai 2024]) die Skulptur Große Friedensfrau von Berndt Wilde durch Vandalismus zerstört. Die aus Stein geschlagene Figur war in sechs Teile zerbrochen. Der Trägerverein, die Kunst-Galerie Birkenwerder 47 und der Künstler restaurierten zusammen mit dem Steinrestaurator Thomas Schubert die Figur. Die Teile wurden mit Edelstahlstiften wieder zusammengefügt. Die Bruchstellen sind absichtlich erhalten geblieben und sollen mit den Narben an die Attacke bleibend erinnern. Wilde überlässt dem Verein und der Kunstgalerie sein Werk nun als Dauerleihgabe. Die Große Friedensfrau ist nach dem Willen von Wilde nun zugleich auch „den zahllosen unschuldigen Opfern und Leidtragenden in Osteuropa, Nahost und weltweit gewidmet“. Sie wurde im Juni 2024 wieder an ihrem ursprünglichen Platz aufgestellt.